# Killer Queen: A Tribute to Queen
Killer Queen è un album di tributo alle più famose canzoni dei Queen in onore di Freddie Mercury.

## Tracce
- Gavin DeGraw - We Are the Champions
- Shinedown - Tie Your Mother Down
- Constantine Maroulis - Bohemian Rhapsody
- Eleven e Josh Homme - Stone Cold Crazy
- Jason Mraz - Good Old-Fashioned Lover Boy
- Joss Stone - Under Pressure
- Breaking Benjamin - Who Wants to Live Forever
- Be Your Own Pet - Bicycle Race
- Josh Kelley - Crazy Little Thing Called Love
- Los Lobos - Sleepin' on the Sidewalk
- Sum 41 - Killer Queen
- Rooney - Death on Two Legs
- Jon Brion - Play the Game
- The Flaming Lips - Bohemian Rhapsody
- Ingram Hill - 39
- Antigone Rising - Fat Bottomed Girls

## Classifiche
| Classifica (2005) | Posizione massima |
| ----------------- | ----------------- |
| Stati Uniti       | 104               |